# Kapelle auf dem Fürstenberg

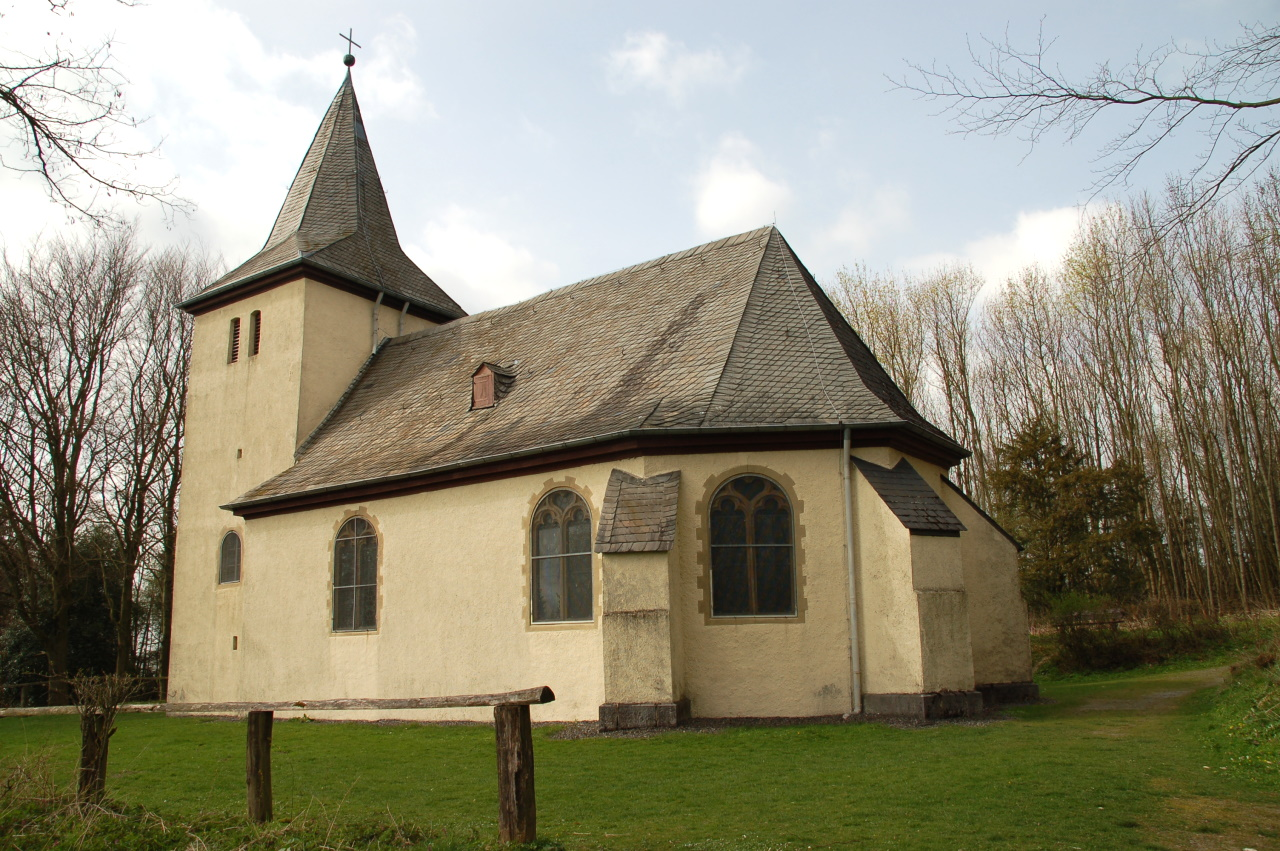
Die Kapelle

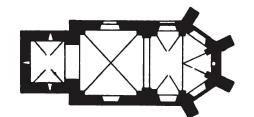
Grundriss der Kapelle

Die denkmalgeschützte Kapelle auf dem Fürstenberg liegt auf dem Gipfel des gleichnamigen Berges (279 m ü. NHN) auf dem Gebiet der Gemeinde Ense. Ihr Ursprung reicht bis in das 15. Jahrhundert zurück.

## Geschichte
Auf dem Berg lag die kurkölnische Landesburg Burg Fürstenberg, die zuerst 1295 erwähnt wurde. Gleichzeitig wurde als Burgmann Hermann von Fürstenberg genannt, der erste Vertreter des westfälischen Adelsgeschlechts Fürstenberg. Dieser stammte aus dem Geschlecht von Binolen nannte sich aber nach der Burg.
Die Kapelle auf dem Berg wurde am 12. April 1429 erstmals erwähnt. Dort heißt es „…dat holt umme dei kercken to deme Vorstenberghe sal staen, alse det er alderen gesat hebben“ (…das Holz um die Kapelle auf dem Fürstenberge soll stehen bleiben, wie die Eltern es gesagt haben). Danach muss sie etwas älter als zur Zeit der Ersterwähnung sein. Für die folgende Zeit bis ins 17. Jahrhundert gibt es nur wenige Quellenbelege.
Über dem Eingangstor befindet sich eine Inschrift. Aus dieser geht hervor, dass Fürstbischof Dietrich von Fürstenberg die Kapelle 1610 hat restaurieren lassen. Möglicherweise wurde die Kapelle in den truchsessischen Unruhen beschädigt. Allerdings stammt die Inschrift selber erst aus dem Jahr 1663 im Zuge einer Erweiterung durch Fürstbischof Ferdinand von Fürstenberg. Am Portalarchitrav befindet sich eine Inschrift mit Hinweis auf die Erneuerung und Erweiterung durch Ferdinand von Fürstenberg.
Auf einer künstlerisch u. a. mit Wappen gestalteten Kartusche Ferdinands von 1665 hinter dem Altar wird die Kapelle als Familienkapelle bezeichnet. Als Gründe für den Zerfall seit 1610 werden die Unbilden der Zeit und des Krieges genannt. Aus der Inschrift geht auch hervor, dass sie dem Aposteln Philippus und Jakobus geweiht ist.
Nach der Erneuerung durch Ferdinand ist die Kapelle später erneut verfallen. Der Abriss war im 19. Jahrhundert bereits geplant und an die Stelle sollte ein Bildstock treten. Die Wiederherstellung folgte 1826 durch Theodor von Fürstenberg. Zum bislang letzten Mal wurde die Kapelle zwischen 1991 und 1998 restauriert.
Nach einem Einbruch wurden die originalen Figuren der Ausstattung in das Schloss Herdringen gebracht.
Die Kapelle wurde 1982 als Nr. 2 in die Liste der Baudenkmäler in Ense aufgenommen.

## Bau und Ausstattung
Der heutige Bau stammt aus der Zeit der Renaissance. Er ist einschiffig und einjochig. Der Chor ist einjochig mit einem 3/6 Schluss. Im Westen befindet sich ein Turm.
Aus der Zeit Ferdinands stammt ein Barockaltar mit einem zentralen Altargemälde und zwei fast lebensgroßen Apostelfiguren von Philippus und Jakobus. Umrahmt wird das Altarbild von zwei gewundenen Säulen, umgeben von Weinranken. Über dem Bild befindet sich ein gesprengter Giebel.
Das ursprüngliche Altargemälde ist verschwunden. Stattdessen enthält der Altar ein Bild vermutlich aus dem Jahr 1912, dass die Apostel um das leere Grab Marias zeigt und deren Krönung im Himmel darstellt.
Bei Restaurierungsarbeiten im Jahr 1993 wurde ein Wandgemälde gefunden, dass vermutlich aus der Zeit Ferdinand von Fürstenberg stammt und den heiligen Philippus darstellt. Die Kunstfertigkeit und stilistische Ähnlichkeiten könnten auf den Maler Johann Georg Rudolphis deuten.
Zur weiteren Ausstattung gehörte eine Madonna aus dem Jahr 1710. Die Skulptur ist etwa 120 cm hoch und zeigt Maria mit dem Jesukind auf dem Arm auf einer Mondsichel stehend. Diese wiederum steht auf einer Weltkugel, von Schlangen umschlungen. Wegen der Ähnlichkeit mit Arbeiten von Heinrich Stütting wird die Madonna diesem Künstler zugeordnet.
Die Figur eines heiligen Liborius stammt aus dem Jahr 1739, ist 145 cm hoch und stammt aus der Schule des Paderborner Johann Philipp Pütt. Eine Figur des Heiligen Lambertus ist 145 cm hoch und stammt aus dem 19. Jahrhundert.
Die 70 kg schwere Glocke kam 1826 in die Kapelle. Sie ist mittelalterlich. Ihre genaue Entstehungszeit ist unklar. Verschiedene Deutungen reichen vom 11. bis zum 14. Jahrhundert.